# Guitar Graffiti
Guitar Graffiti je studiové album anglického hudebníka Chrise Speddinga. Vydáno bylo v roce 1978 společností RAK Records. Producentem většiny písní je sám Spedding. Výjimkou je píseň „Hey, Miss Betty“, jíž produkoval Chris Thomas. Píseň „Video Life“ obsahuje stejný kytarový riff jako píseň „Mary Lou“ velšského hudebníka a skladatele Johna Calea. Autorem riffu je však Spedding, který se účastnil i nahrávání Caleovy písně. Cale jej však neuvedl jako spoluautora a Spedding tak riff použil ve své písni.

## Seznsm skladeb
1. „Video Life“ – 3:13
2. „Radio Times“ – 1:30
3. „Time Warp“ – 2:43
4. „Midnight Boys“ – 2:46
5. „Bored, Bored“ – 3:53
6. „Walking“ – 2:54
7. „Breakout“ – 3:47
8. „Frontal Lobotomy“ – 3:47
9. „Hey, Miss Betty“ – 2:14
10. „More Lobotomy (Parts 1 & 2)“ – 3:10
11. „Breakout“ (koncertní verze) – 4:46

## Obsazení
- Chris Spedding – zpěv, kytara
- Mick Oliver – rytmická kytara
- Steve Currey – baskytara
- Davy Lutton – bicí
- Tony Newman – bicí
- Ray Cooper – perkuse
- Penelope Nesbitt – doprovodné vokály